# Arthur Honegger
Arthur Oscar Honegger (Le Havre, 10 maart 1892 - Parijs, 27 november 1955) was een Zwitsers Franstalig componist. Hij bleef zijn hele leven Zwitsers staatsburger, hoewel hij soms meer geassocieerd wordt met Frankrijk. Hij was lid van de Groupe des Six en schreef ongeveer 200 werken, waarvan het orkestwerk Pacific 231 (1923) tot de bekendste behoort. In dit werk imiteert het symfonieorkest het geluid van een stoomlocomotief.

## Levensloop
Arthur Honegger werd geboren in het Franse Le Havre uit Zwitserse ouders. Zijn vader was daar importeur van koffie. Hij leerde viool spelen en begon al op jonge leeftijd te componeren. In 1909 ging hij viool en muziektheorie studeren aan het conservatorium van Zürich. In 1911 keerde hij terug naar Frankrijk om zijn studie in Parijs aan het befaamde Conservatoire national supérieur de musique te vervolgen bij onder anderen Charles–Marie Widor en Vincent d'Indy. In 1918 sloot hij zijn studie af en schreef hij het ballet Le dit des jeux du monde, dat beschouwd wordt als zijn eerste karakteristieke werk. In 1920 ontstond de Groupe des Six. Honegger maakte samen met vijf andere jonge Franse componisten, Georges Auric, Louis Durey, Darius Milhaud, Francis Poulenc en Germaine Tailleferre deel uit van dit informele gezelschap, dat zich vooral tegen het impressionisme en het romanticisme wilde verzetten. In 1921 componeerde hij Le Roi David, dat in 1923 tot een oratorium werd.
Hij trouwde in 1926 met een studiegenoot, de pianiste Andrée Vaurabourg die later ook bekend werd als de docente contrapunt van Pierre Boulez aan het Parijse conservatorium. Ze woonden vrijwel hun gehele huwelijksleven, tot een jaar voor Honeggers dood, ieder in een eigen appartement, omdat hij rust en ruimte nodig had om te componeren. Hun dochter Pascale werd geboren in 1932. In het interbellum was Honegger erg productief: hij schreef onder andere negen balletten en drie opera's. Het dramatisch oratorium Jeanne d'Arc au Bûcher (1937/1944) wordt gezien als een van zijn beste werken.
Honegger heeft altijd contact gehouden met Zwitserland, maar toen de Tweede Wereldoorlog uitbrak en de Nazi's Frankrijk binnenvielen, kon hij Parijs niet verlaten. Hij zette zijn werk voort, maar er wordt verondersteld dat hij erg depressief raakte door de oorlog. Toch schreef hij tussen 1940 en zijn dood enkele symfonieën (nummer 2 tot en met 5), die nog vrij veel worden uitgevoerd.
Arthur Honegger kreeg in zomer 1947 een beroerte. Hij reisde af naar Mexico. Hij stierf op 27 november 1955 aan een hartaanval en werd begraven op het Cimetière Saint-Vincent in de Parijse wijk Montmartre.
Hoewel Honegger een lid was van de Groupe des Six, heeft zijn werk niet de voor deze groep karakteristieke speelsheid en eenvoud. Bovendien verzette Honegger zich - in tegenstelling tot de andere leden - niet tegen het romanticisme van Richard Wagner en Richard Strauss, maar werd op latere leeftijd zelfs door deze componisten beïnvloed.
Buiten deze groep had Honegger contact met kunstenaars als Paul Claudel, Jean Cocteau, Max Jacob, Pierre Louÿs, Pablo Picasso, Erik Satie en Paul Valéry, wier werk hem soms ook tot inspiratiebron diende.
Serge Ivanoff schilderde zijn portret in Parijs in 1944.

## Composities

### Werken voor orkest

#### Symfonieën
- 1930 Symfonie nr. 1
- 1941 Symfonie nr. 2, voor strijkorkest en trompet ad libitum
- 1945-1946 Symfonie nr. 3 "Liturgique"
- 1946 Symfonie nr. 4 "Deliciae basilliensis"
- 1951 Symfonie nr. 5 "Di tre re"

#### Concerten voor solo-instrument en orkest
- 1925 Concertino, voor piano en orkest
- 1934 Concert, voor cello en orkest
- 1948 Concerto da camera, voor fluit, althobo en strijkers

#### Andere orkestwerken
- 1917 Aglavaine et Sélysette, prelude naar Maurice Maeterlinck
- 1917 Le chant de Nigamon
- 1919 Danse macabre
- 1919 Entrée, nocturne et berceuse, voor piano en kamerorkest
- 1920 Pastorale d'été
- 1921 Marche funèbre
- 1923 Chant de joie
- 1923 La tempête, prelude naar William Shakespeare
- 1923 Pacific 231 (Mouvement symphonique no.1)
- 1928 Rugby (mouvement symphonique no.2)
- 1930 Les noces d'Amour et de Psyché, naar Bachs Franse Suites
- 1932-1933 Mouvement symphonique no.3
- 1936 Nocturne
- 1936 Prélude, arioso et fugue (op de naam BACH)
- 1937 La construction d'une cité
- 1937 Regain, suite
- 1943 Jour de fête de Suisse (Schwyzer Fäschttag), suite
- 1943 La traversée des Andes, suite
- 1943 Le vol sur l'Atlantique, suite
- 1945 Sérénade à Angélique, voor klein orkest
- 1948 Prélude‚ fugue et postlude (uit de film Amphion)
- 1951 Monopartita
- 1952 Suite archaique
- 1952 Toccata

### Werken voor harmonieorkest
- 1921 Le Roi David (Koning David), dramatische psalm voor koor en harmonieorkest
- 1936 Marche sur la Bastille toneelmuziek voor de 3e akte van Quatorze juillet - tekst: Romain Rolland
- 1940 Grad us - En avant
- Marche des Ambassadeurs

### Oratoria, cantates
- 1918/1922 Cantique de Pâques, voor sopraan, mezzosopraan, contralto, driestemmig vrouwenkoor en orkest - tekst: van de componist
- 1921 Le Roi David (Koning David), dramatische psalm voor koor en harmonieorkest - première: 11 juni 1921, Mézières (Vaud), Théâtre du Jorat
- 1930-1931 Cris du Monde, oratorium - première: 3 mei 1931, Solothurn
- 1935-1937 rev.1944 Jeanne d'Arc au bûcher, oratorio dramatique met proloog en 11 scènes voor twee sopranen, alt, tenor, spreekstemmen, gemengd koor, kinderkoor en orkest [H 99][1] - première: 12 mei 1938 Bazel (Zwitserland); 13 juni 1942 Zürich op het toneel - libretto: Paul Louis Charles Marie Claudel
- 1938 La Danse des Morts, cantate sacrée, voor sopraan, contralto, bariton, gemengd koor en orkest - libretto: Paul Claudel
- 1939 Nicolas de Flue, dramatische legende over de Zwitserse nationale Heilige in 3 aktes - tekst: Denis de Rougemont - première: 26 oktober 1940, Solothurn
- 1952-1953 Une Cantate de Noël, cantate voor bariton, gemengd koor, kinderkoor en orkest

### Muziektheater

#### Opera's
| Voltooid in | titel                                          | aktes               | première                                              | libretto                                                |
| ----------- | ---------------------------------------------- | ------------------- | ----------------------------------------------------- | ------------------------------------------------------- |
| 1903        | Philippa, op. 1                                |                     | niet uitgevoerd                                       | van de componist                                        |
| 1904        | Sigismond                                      |                     | niet uitgevoerd                                       |                                                         |
| 1907        | La Esmeralda                                   | onvoltooid          | niet uitgevoerd                                       | naar Victor Hugo, «Notre-Dame de Paris»                 |
| 1918        | La Mort de sainte Alméene                      | 1 akte, 2 taferelen | 30 oktober 1920, Parijs                               | Max Jacob                                               |
| 1924-1927   | Antigone                                       | 3 aktes             | 28 december 1927, Brussel, Koninklijke Muntschouwburg | Clément Eugène Jean Maurice Cocteau vrij naar Sophocles |
| 1926        | Judith                                         | 3 aktes             | 13 februari 1926, Monte Carlo (Monaco)                | René Morax                                              |
| 1936-1937   | L'Aiglon (Arendsjong) samen met: Jacques Ibert | 5 aktes             | 10 maart 1937 Monte Carlo (Monaco), Opéra             | Henry Cain, naar Edmond Rostand                         |
| 1943-1944   | Charles le téméraire                           |                     | mei 1944, Mézières                                    |                                                         |

#### Balletten
| Voltooid in | titel                                                               | aktes                     | première                            | libretto              | choreografie    |
| ----------- | ------------------------------------------------------------------- | ------------------------- | ----------------------------------- | --------------------- | --------------- |
| 1918        | Le Dit des Jeux du Monde                                            |                           |                                     | Paul Méral            |                 |
| 1920        | Vérité-mensogne                                                     |                           |                                     |                       |                 |
| 1920        | Horace victorieux - symphonie mimée                                 |                           |                                     |                       |                 |
| 1921-1922   | Skating Rink - Symphonie choréographique                            |                           |                                     |                       |                 |
| 1922        | Fantasio                                                            | 3 taferelen               |                                     |                       |                 |
| 1924-1925   | Sous-Marine (scène mimée)                                           |                           |                                     |                       |                 |
| 1928        | Roses de métal                                                      |                           |                                     |                       |                 |
| 1929        | Amphion                                                             |                           | 23 juni 1931, Parijs, Opéra Garnier | Paul Valéry           | Léonide Massine |
| 1933-1934   | Sémiramis                                                           | 3 aktes en 2 tussenspelen |                                     | Paul Valéry           |                 |
| 1936-1937   | Le Cantique des Cantiques                                           |                           |                                     | Gabriel Boissy        |                 |
| 1937        | Un oiseau blanc s'est envolé                                        |                           |                                     |                       |                 |
| 1940        | La naissance des couleurs                                           |                           |                                     |                       |                 |
| 1941        | Le mangeur de rêves                                                 |                           |                                     |                       |                 |
| 1943        | L'Appel de la Montagne                                              |                           |                                     | R. Favre le Bret      |                 |
| 1946        | L'homme à la peau de léopard; samenwerking met Aleksandr Tsjerepnin |                           |                                     | naar Sjota Roestaveli |                 |
| 1950        | De la musique                                                       |                           |                                     |                       |                 |

#### Operettes
| Voltooid in | titel                                          | aktes                 | première                                                | libretto                                                     |
| ----------- | ---------------------------------------------- | --------------------- | ------------------------------------------------------- | ------------------------------------------------------------ |
| 1929-1930   | Les aventures du Roi Pausole                   | 3 aktes               | 12 december 1930, Parijs, Théâtre des Bouffes-Parisiens | Albert Willemtz, naar de gelijknamige roman van Pierre Louÿs |
| 1931        | La Belle de Moudon                             | 5 aktes               | 30 mei 1931, Mézières (Vaud), Théâtre du Jorat          | René Morax                                                   |
| 1937        | Les Petites Cardinal; samen met: Jacques Ibert | 2 aktes, 10 taferelen | 13 februari 1938, Parijs, Théâtre des Bouffes-Parisiens | Albert Willemtz en Paul Brach, naar Ludovic Halévy           |

#### Schouwspel en andere toneelwerken
- 1921 La Noce massacrée (marche funèbre pour "Les Mariés de la Tour Eiffel")
- 1922 Saul
- 1923 Liluli
- 1925 Imperatrice aux rochers"
- 1926 Phoedre, (toneelwerk van Gabriele D'Annunzio)
- 1936 Danton et le 14 juilliet
- 1937 Liberté
- 1937 Les mille et une nuits (1001 nacht), spectacle
- 1941 L'ombre de la ravine
- 1941 800 mètres (A Obey)
- 1941 La ligne d'horizon
- 1941 Les suppliantes, naar Aeschylus
- 1942 La mandragora, naar Niccolò Machiavelli
- 1943 Le soulier de satin, naar Paul Claudel
- 1943 Sodome et Gomorrhe
- 1944 Les démons de l'aube
- 1946 Hamlet, naar William Shakespeare, vertaling van André Gide
- 1948 Oedipe-roi, naar Koning Oedipus van Sophocles
- 1948 L'état de siège
- 1951 On ne badine pas avec l'amour

### Radiofonische werken
- 1935 Radio-Panoramique (mouvement symphonique), voor sopraan, tenor, gemengd koor, orgel en orkest
- 1940 Christophe Colomb, voor tenor solo, gemengd koor en orkest - tekst: William Aguet
- 1943 Musique pour Pasiphaé, voor twee hobo's, twee klarinetten, altsaxofoon en twee fagotten
- 1944 Battements du Monde, voor spreker, sopraan, kinderstem, vrouwenkoor en orkest - tekst: William Aguet
- 1948-1949 Saint François d'Assise, voor spreker, tenor solo, gemengd koor en orkest - tekst: William Aguet
- 1949-1950 Tête d'or, voor orkest
- 1951 La Rédemption de François Villon, voor twee mannenstemmen en orkest - tekst: José Bruyr

### Kamermuziek
- 1912 H 3 Sonate voor viool en piano nr 0 in d klein
- 1917 H 15 Strijkkwartet nr. 1 in c mineur
- 1918 H 17 Sonate voor viool en piano nr 1 in cis mineur
- 1919 H 24 Sonate voor viool en piano nr 2 in B majeur
- 1921 H 39 Danse de la chèvre voor solo fluit
- 1929 H 214 Arioso pour violon et Piano
- 1935 H 103 Strijkkwartet nr. 2 in D
- 1937 H 114 Strijkkwartet nr. 3 in E
- 1940 H 143 Sonate voor viool in D Mineur
- 1945 H 179 Morceau de concours pour violon et piano

## Trivia
Van Honneger is de uitspraak: "Het publiek wil geen nieuwe muziek: het belangrijkste dat het publiek van een componist verlangt, is dat hij dood is."